# 後藤彩 (アイドル)
後藤 彩（ごとう あや、1997年3月5日 - ）は、日本の元女性アイドルである。SUPER☆GiRLSの元メンバー。
兵庫県出身。SUPER☆GiRLS所属時はエイベックス・ヴァンガード所属。愛称は「ごっちゃん」。

## 略歴
以前「ゴールデン・スター・プロモーション GooD-Staff」に所属し、2009年12月31日に学業に専念するため退所した。
2010年6月12日、『avex アイドルオーディション 2010』に合格し、女性アイドルグループ・SUPER☆GiRLSのメンバーとなる。
2015年1月10日に開催された『SUPER☆GiRLS LIVE 2015』にて、2015年3月末でグループを卒業、芸能界を引退することを発表した。同年3月1日の品川インターシティホールで行われたSUPER☆GiRLSライブ『SUPER☆GiRLS Special ONE day 〜Thank you 510〜』がラストステージとなり、同年3月8日に行われた「12th Single「ギラギラRevolution」発売記念 後藤彩 超絶撮影会ファイナル」が最後の活動となり、同年3月31日付で卒業し、芸能界を引退した。

## 人物
SUPER☆GiRLSでの公式ニックネーム「ごっちゃん」。イメージカラー（超絶カラー）はマンダリンオレンジ、キャッチコピーは
「謎めくセクシーボイス、どーんとかかってこいやー!」（2014年2月23日までは「見た目とギャップ!?ちょっと謎めくアイドル」）。
元々、バックダンサーになるのが夢だったが、一年生の時倖田來未のライブを見て倖田來未のような歌って踊れる人になりたいと芸能界を目指した。
『ヤングキング』2013年12月2日号、『乗馬ライフ』2014年4月から1年間、『ベースボールマガジン』2014年2月号では単独で表紙に起用されている。
2014年、第一回御殿場馬術競技会では初競技会に出場し第3位に入賞した。
ブログでは「ハァイティング」、「みっちゃ」という言葉を使っていた。これは「ファイティング」、「めっちゃ」の間違いでファンの中で後藤語と呼ばれる。バラエティ番組『Girls TV! feat.SUPER☆GiRLS』では後藤師匠と呼ばれていた。
芸能界引退後、『S Cawaii!』の脱ギャルメイクやカラコン特集などに掲載されていた。

## 作品

### 参加楽曲
- 年下の男の子（2013年12月4日、キャンディーマキアート from SUPER☆GiRLS名義） - 田中・溝手・後藤

## 出演

### ラジオ
- 音もん（2011年4月17日 - 2012年3月18日、毎週日曜、ABCラジオ） - 隔週レギュラー（溝手・後藤）

### ネット配信
- 兵庫出身スパガ・後藤彩のアイドル日記（2013年9月22日 - 終了時期不明、産経ニュースwest（産経新聞大阪本社） ）

## 書籍
- 後藤彩 CARDGRAVURE COLLECTION（2012年12月13日、東京ニュース通信社）[8]

### 雑誌連載
- 乗馬ライフ（2014年第5号 - 終了時期不明、ジェイオーシャン）

### カレンダー
- 後藤彩(SUPER☆GiRLS) カレンダー 2013年（2012年10月17日、ハゴロモ）